# 287 Нефтис
287 Нефтис (енгл. 287 Nephthys) је астероид главног астероидног појаса са пречником од приближно 67,60 km.
Афел астероида је на удаљености од 2,409 астрономских јединица (АЈ) од Сунца, а перихел на 2,296 АЈ.
Ексцентрицитет орбите износи 0,023, инклинација (нагиб) орбите у односу на раван еклиптике 10,028 степени, а орбитални период износи 1318,136 дана (3,608 године).
Апсолутна магнитуда астероида је 8,30 а геометријски албедо 0,185.
Астероид је откривен 25. августа 1889. године.